# Футбол на літніх Олімпійських іграх 1996 — чоловіки
Чоловічий турнір з футболу на літніх Олімпійських іграх 1996 року відбувся з 20 червня до 3 серпня. 
Матчі проходили в 5 американських містах: Бірмінгем, Вашингтон, Орландо, Маямі та Афіни. Всі півфінали і фінальні матчі як чоловічого, так і жіночого турнірів, проходили на стадіоні Сенфорд в Афінах недалеко від столиці Ігор-1996 Атланти.
Чоловічий турнір несподівано виграли нігерійці: в півфіналі до 77-й хвилині вони поступалися бразильцям (у складі яких були Діда, Роберто Карлос, Рівалдо, Роналдо, Бебето та інші) з рахунком 1:3, але зусиллями Деніела Амокачі (78-я хвилина) і Нванкво Кану (90-я хвилина) зуміли зрівняти рахунок, а на 4-й хвилині додаткового часу той же Кану приніс африканцям перемогу. 
Фінал Нігерія - Аргентина розвивався за схожим сценарієм: південноамериканці (за них виступали Хав'єр Дзанетті, Клаудіо Лопес, Ернан Креспо, Аріель Ортега, Роберто Айяла) вели 2:1 до 73-й хвилині, але потім Амокачі (74-я хвилина) і Еммануель Амунеке забили два м'ячі і принесли Нігерії олімпійське золото. 
У матчі за третє місце бразильці розгромили португальців з рахунком 5:0. Для Нігерії це було друге в історії олімпійське золото у всіх видах спорту (там же в Атланті трохи раніше футболістів перше золото принесла своїй країні стрибунка в довжину Чіома Ажунва).

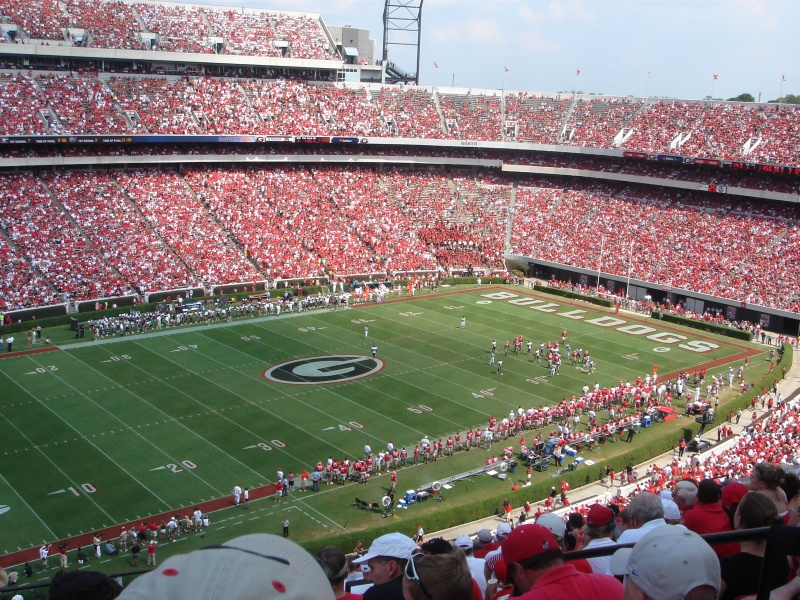
Стадіон Сенфорд в Афінах (шт. Джорджія)

## Плей-оф
|  | Чвертьфінали                   | Чвертьфінали      |                   |          | Півфінали   | Півфінали   |  |  | Фінал             | Фінал |
|  |                                |                   |                   |          |             |             |  |  |                   |       |
|  | 27 липня - Маямі               |                   |                   |          |             |             |  |  |                   |       |
|  |                                |                   |                   |          |             |             |  |  |                   |       |
|  | Португалія (зг)                | 2                 |                   |          |             |             |  |  |                   |       |
|  | Португалія (зг)                | 2                 | 30 липня - Athens |          |             |             |  |  |                   |       |
|  | Франція                        | 1                 |                   |          |             |             |  |  |                   |       |
|  | Франція                        | 1                 | Португалія        | 0        |             |             |  |  |                   |       |
|  | 27 липня - Бірмінгем (Алабама) |                   | Португалія        | 0        |             |             |  |  |                   |       |
|  |                                | Аргентина         | 2                 |          |             |             |  |  |                   |       |
|  | Аргентина                      | Аргентина         | 2                 | 4        |             |             |  |  |                   |       |
|  | Аргентина                      |                   | 3 серпня - Athens | 4        |             |             |  |  |                   |       |
|  | Іспанія                        | 0                 |                   |          |             |             |  |  |                   |       |
|  | Іспанія                        | 0                 | Аргентина         | 2        |             |             |  |  |                   |       |
|  | 28 липня - Бірмінгем (Алабама) |                   | Аргентина         | 2        |             |             |  |  |                   |       |
|  |                                | Нігерія           | 3                 |          |             |             |  |  |                   |       |
|  | Мексика                        | Нігерія           | 3                 | 0        |             |             |  |  |                   |       |
|  | Мексика                        | 31 липня - Athens |                   | 0        |             |             |  |  |                   |       |
|  | Нігерія                        | 2                 |                   |          |             |             |  |  |                   |       |
|  | Нігерія                        | 2                 | Нігерія (зг)      | 4        | Третє місце | Третє місце |  |  |                   |       |
|  | 28 липня - Маямі               |                   | Нігерія (зг)      | 4        | Третє місце | Третє місце |  |  |                   |       |
|  |                                | Бразилія          | 3                 |          |             |             |  |  |                   |       |
|  | Бразилія                       | Бразилія          | 3                 | 4        | Португалія  | 0           |  |  |                   |       |
|  | Бразилія                       |                   |                   | 4        | Португалія  | 0           |  |  |                   |       |
|  | Гана                           | 2                 |                   | Бразилія | 5           |             |  |  |                   |       |
|  | Гана                           | 2                 |                   |          | 5           |             |  |  |                   |       |
|  |                                |                   |                   |          |             |             |  |  | 3 серпня - Athens |       |
|  |                                |                   |                   |          |             |             |  |  |                   |       |

## Бомбардири
Шість голів
- Аргентина Ернан Креспо
- Бразилія Бебето

П'ять голів
- Бразилія Роналду

Чотири голи
- Італія Марко Бранка

Три голи
- Нігерія Нванкво Кану
- Бразилія Флавіу Консейсау
- Франція Флоріан Моріс